# Smith W. Brookhart
Smith W. Brookhart (Arbela, 1869. február 2. – Prescott, 1944. november 15.) az Amerikai Egyesült Államok szenátora (Iowa, 1922–1926 és 1927–1933).